# Геосинхронна орбита
Геосинхронна орбита е орбита с период на въртене, равен на сидеричния период на въртене на Земята около собствената ѝ ос и посока, еднаква с посоката на въртене на Земята.
Неин частен случай е геостационарната орбита. За разлика от геостационарната орбита, геосинхронната може да бъде и с елиптична форма, и с инклинация. Погледнато от Земята, тяло на геосинхронна орбита се движи, например при елиптична орбита с наклон описва осморки.